# Fukaya-Kategorie
In der Mathematik ist die Fukaya-Kategorie einer symplektischen Mannigfaltigkeit eine {\displaystyle A_{\infty }}-Kategorie, die in der (von Kontsevich vermuteten) homologischen Spiegelsymmetrie verwendet wird. Sie ist benannt nach dem japanischen Mathematiker Kenji Fukaya.
Die Objekte der Fukaya-Kategorie sind die Lagrangeschen Untermannigfaltigkeiten {\displaystyle L} der symplektischen Mannigfaltigkeit {\displaystyle M}, die Morphismen {\displaystyle Hom(L_{0},L_{1})=CF^{*}(L_{0},L_{1})} sind (im Fall transversaler Schnitte) die Schnittpunkte {\displaystyle L_{0}\cap L_{1}}. Man hat weitere Abbildungen
{\displaystyle m_{d}\colon CF^{*}(L_{d-1},L_{d})\otimes \ldots CF_{*}(L_{0},L_{1})\to CF^{*}(L_{0},L_{d})},
die die Axiome einer {\displaystyle A_{\infty }}-Kategorie erfüllen. Insbesondere ist {\displaystyle m_{1}} das Differential der Lagrangeschen Floer-Homologie und {\displaystyle m_{2}} das Cup-Produkt. Definiert wird {\displaystyle m_{d}} durch das Zählen von pseudoholomorphen Polygonen mit je {\displaystyle d+1} in {\displaystyle L_{0},\ldots ,L_{d}} abzubildenden Kanten.